# Programa Vanguard

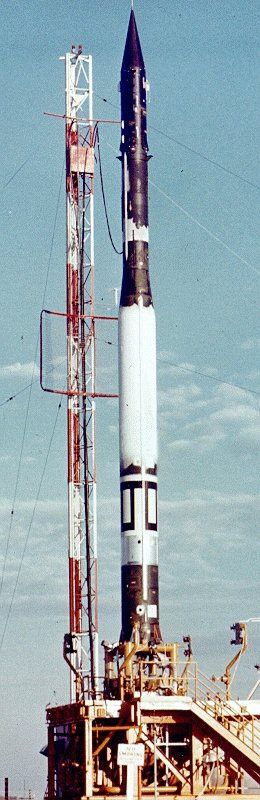
Coet Vanguard en la plataforma LC-18A

El Projecte Vanguard va ser un programa gestionat per la Naval Research Laboratory (NRL) dels Estats Units, que pretenia posar en marxa el primer satèl·lit artificial en òrbita terrestre utilitzant un coet Vanguard com a vehicle de llançament de Cape Canaveral Missile Annex, Florida.
En resposta al llançament sorpresa del Spútnik 1 el 4 d'octubre de 1957, el govern americà va fer reiniciar el programa Explorer, que havia estat proposat originalment per la Army Ballistic Missile Agency (ABMA). De manera privada, no obstant això, la CIA i el President Dwight D. Eisenhower estaven al corrent dels progressos realitzats pel soviètics en l'Spútnik a partir d'imatges d'un avió espia secret. Conjuntament amb la Jet Propulsion Laboratory (JPL), l'ABMA va construir el Explorer 1 en 84 dies i el va llançar el 31 de gener de 1958. Però abans de finalitzar el treball, la Unió Soviètica va llançar un segon satèl·lit, el Spútnik 2, el 3 de novembre de 1957. Mentrestant, l'espectacular fracàs gravat en televisió del Vanguard TV3 el 6 de desembre de 1957 va aprofundir la consternació nord-americana sobre la seva posició en la cursa espacial.
El 17 de març de 1958, el Vanguard 1 va esdevenir el segon satèl·lit artificial llançat amb èxit i situat en òrbita terrestre pels Estats Units. Va ser el primer satèl·lit solar. Només feia 152 mm de diàmetre i un pes d'1,4 kg, el Vanguard 1 va ser descrit pel llavors President del Consell de Ministres de l'URSS, Nikita Khrusxov com, "el satèl·lit aranja".
El Vanguard 1 és el satèl·lit artifical més antic encara en òrbita, ja que les òrbites dels precursors del Vanguard, el Sputnik 1, Sputnik 2, i Explorer 1, van acabar decaient.

## Història del projecte
A principis dels anys 50, l'American Rocket Society va crear un grup conjunt anomenat Committee on Space Flight, on Milton W. Rosen, director de projectes del NRL del coet Viking, es va convertir en president. Animat per les converses entre Richard W. Porter de General Electric i Alan T. Waterman, Director de la National Science Foundation (NSF), Rosen, el 27 de novembre de 1954 va acabar un informe descrivint el valor potencial del llançament d'un satèl·lit al voltant de la Terra. L'informe va ser presentat a la NSF a principis de 1955. Com a part de la planificació de l'Any Geofísic Internacional (IGY) (1957–1958), els EUA públicament es va comprometre a col·locar un satèl·lit artificial com a experiment científic en òrbita al voltant de la Terra.

### Les tres propostes de servei
Es van presentar diverses propostes per la Força Aèria dels Estats Units d'Amèrica (USAF), l'Exèrcit dels Estats Units d'Amèrica, i la Marina dels Estats Units d'Amèrica. L'Army Ballistic Missile Agency (ABMA) sota el Dr. Wernher von Braun havia suggerit la utilització d'una versió modificada del coet Redstone (coet) (vegeu: Juno I) mentre que la Força Aèria havia proposat utilitzar el coet Atlas, que encara no existia. La Marina va proposar el dissenyar el sistema de coet basat en el Viking i l'Aerobee.
La proposta de la Força Aèria no es va considerar seriosament, el desenvolupament del coet Atlas va ser rere altres vehicles. Entre altres limitacions, la proposta de l'Exèrcit es va centrar en el vehicle, mentre que la càrrega útil se suposava que es disposava per part de la JPL, i la xarxa d'estacions de seguiment en terra era un projecte de la Marina. Mentrestant, la proposta de la NRL va detallar tots els tres aspectes de la missió.

## El projecte de la Marina
L'agost de 1955, el Committee on Special Capabilities del DOD dels EUA va triar la proposta de la Marina, ja que semblava més probable, a la primavera de 1958, per complir amb els següents objectius:
1. Situar un satèl·lit en òrbita durant l'IGY.
2. Assolir un experiment científic en òrbita.
3. Fer un seguiment del satèl·lit i assegurar-se que roman en òrbita.

Una altra consideració és que la proposta Marina utilitzava coets sonda civils en comptes dels míssils militars, que es consideraven inadequats per a l'exploració científica pacífica. El que no es va detallar en aquell moment era que els Estats Units ja tenia en marxa un programa encobert de satèl·lit, el WS-117, que s'estava desenvolupant la capacitat de llançar satèl·lits espies utilitzant IRBMs Thor de la USAF. El govern nord-americà estava preocupat que els soviètics s'oposarien que els satèl·lits militars sobrevolin la Unió Soviètica com si ho havien fet moltes incursions d'avions i globus del programa Genetrix. La idea era que si es tractava clarament d'un satèl·lit "civil" i "científic" com a prova, els soviètics no s'haurien d'oposar i, per tant, el precedent es va establir que l'espai era per sobre de les fronteres nacionals.
Designat com a Projecte Vanguard, el programa va ser encomanat sota gestió de la Marina amb el control del DoD. El Naval Research Laboratory (NRL) a Washington se li va donar la responsabilitat general, mentre que el finançament inicial va provenir de la National Science Foundation. El director va ser John P. Hagen (1908–1990), un astrònom que el 1958 es convertiria en el director adjunt de desenvolupament de vols espacials amb la formació de NASA. Els primers satèl·lits esfèrics Vanguard d'1,4 kg van ser muntats per la NRL, i figurava com a càrrega útil set cel·les de bateries de mercuri en un contenidor hermèticament segellat, dos transmissors de ràdio per al seguiment, un cristall sensitiu de temperatura, i sis grups de cèl·lules fotoelèctriques a la superfície de l'esfera.
La NRL també va ser responsable del desenvolupament dels vehicles de llançament Vanguard en contracte amb la Martin Company (que havia construït els coets Viking), el desenvolupament i la instal·lació del sistema de localització per satèl·lit, i disseny, muntatge, i prova de satèl·lits. El sistema de localització va ser anomenat Minitrack. Les estacions Minitrack, dissenyades per la NRL però subcontractes a la Army Corps of Engineers, estaven al llarg d'una línia nord-sud al llarg de la costa est d'Amèrica del Nord i la costa oest d'Amèrica del Sud. El Minitrack va ser el precursor d'un altre sistema desenvolupat per la NRL anomenat NAVSPASUR, que segueix en funcionament avui en dia sota el control de la Força Aèria i és un important recopilador de les dades de seguiment de naus espacials.

### Spútnik i Explorer 1

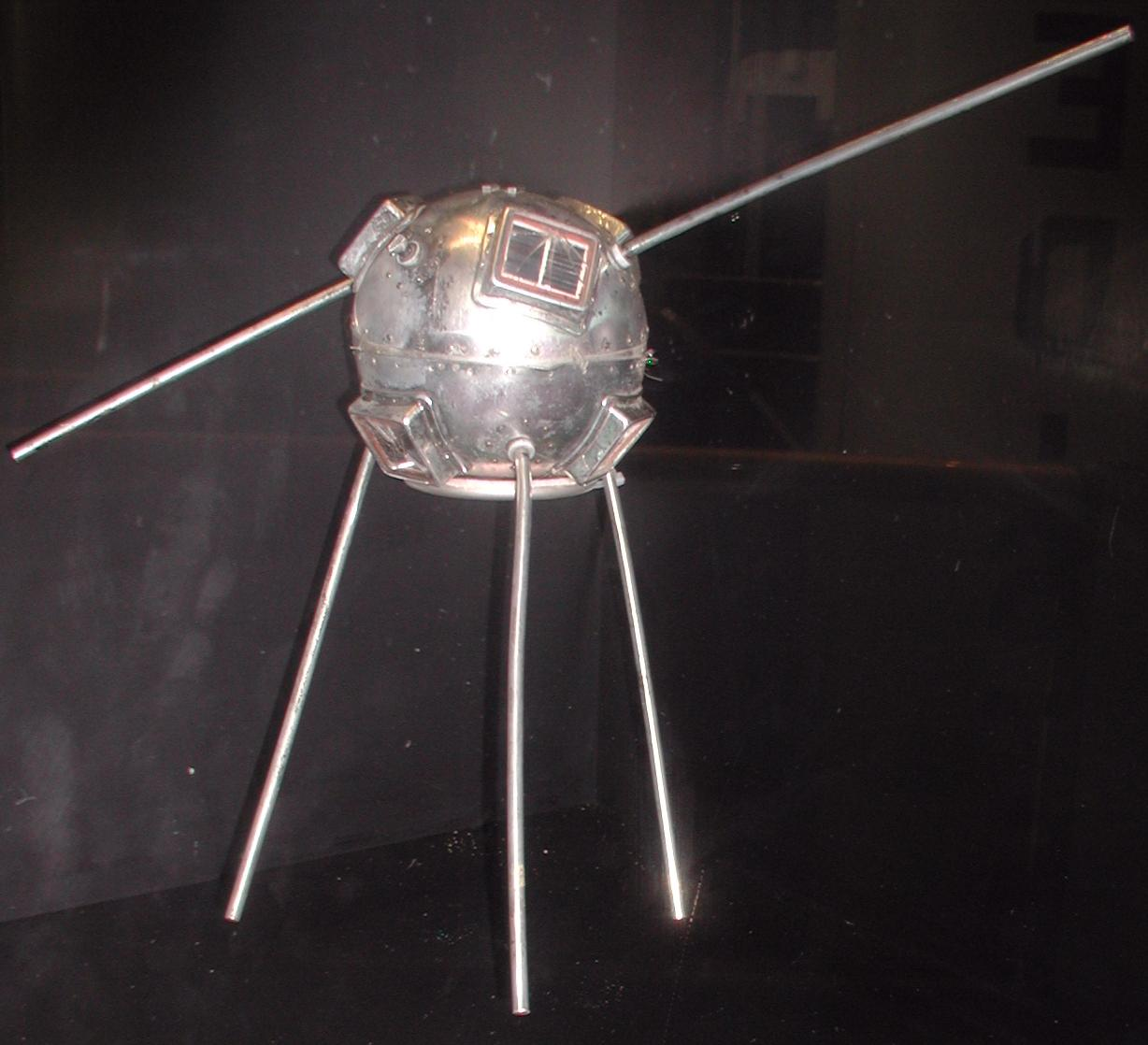
El Vanguard TV3 en exhibició anterior al National Air and Space Museum.

El primer llançament estava programat original durant el mes de setembre de 1957 amb el nom de TV3, però a causa dels retards, no va ser així. En el 4 d'octubre de 1957, l'equip del Vanguard es va assabentar de la posada en marxa del Spútnik 1 per l'URSS mentre treballava en un vehicle de prova (TV-2) dissenyat per provar la primera etapa del seu llançador de coets. Després que la Unió Soviètica llancés el Spútnik 2, en el 3 de novembre de 1957, llavors el Secretari de Defensa, Neil H. McElroy, va dirigir l'Exèrcit per utilitzar el Juno I i llançar un satèl·lit. A les 11:45 AM del 6 de desembre, es va realitzar un intent de llançament del TV-3. El rocket es va elevar 1,2 m quan el motor va perdre empenta, i el coet immediatament es va enfonsar a la plataforma de llançament i va esclatar. L'ogiva de càrrega útil es va separar i va aterrar sense explotar amb el coet, amb el petit transmissor de ràdio del satèl·lit transmitint encara. El fracàs va ser àmpliament ridiculitzat creativament en la premsa, sent anomenat un 'kaputnik' en el "Daily Express", un 'flopnik' en el "Daily Herald", un 'puffnik' en el "Daily Mail" i un 'stayputnik' en el "News Chronicle".
En el 31 de gener de 1958, l'Exèrcit americà va llançar el satèl·lit Explorer 1. Amb el llançament de l'Spútnik 1 i 2 com a preocupació anterior: aquests satèl·lits van ser llançats per una versió primerenca del coet R-7 de la Unió Soviètica, la base dels primers míssils balístics intercontinentals de l'URSS, i definitivament militar, així com aproximadament 40 vegades més gran que el llançador Vanguard.
En el 17 de març de 1958, el programa va llançar amb èxit el satèl·lit Vanguard TV-4. El TV-4 va assolir una òrbita estable amb un apogeu de 3.969 quilòmetres i un perigeu de 650 quilòmetres. S'estimava que podria romandre en òrbita almenys durant 240 anys, i va passar a anomenar-se Vanguard 1, que segueix sent el satèl·lit artificial més antic encara en òrbita.
A finals de 1958, amb la responsibilitat del Projecte Vanguard després d'haver estat transferit a la NASA, es va formar la Goddard Space Flight Center. Després de la transferència, la NRL va reconstruir la seva capacitat per a la tecnologia espacial i s'han desenvolupat uns 87 satèl·lits sobre els passats 40 anys per la Marina, el DoD i la NASA. El programa va finalitzar amb el llançament del Vanguard 3 en el 1959.

## Assoliments
Tot i ser eclipsat pel Spútnik, i havent de superar la humiliació generalitzada dels seus primers intents fallits, el projecte Vanguard eventualment va conèixer els seus objectius científics, proporcionant una gran quantitat d'informació sobre la mida i la forma de la Terra, densitat de l'aire, intervals de temperatura, i impacte de micrometeorit. La ràdio del Vanguard 1 va continuar transmitint fins al 1964, i el seguiment de les dades obtingudes amb aquest satèl·lit va revelar que la Terra no és exactament una esfera perfecta: que és lleugerament en forma de pera, elevada en el pol Nord i aplanat al pol Sud. Es corregeixen les idees sobre la densitat de l'atmosfera a gran alçada i va millorar l'exactitud dels mapes del món. El programa Vanguard va ser transferit a la NASA quan l'agència va ser creada a mitjans de 1958.
Els científics espacials de la NRL van declarar que el programa Vanguard 1 va introduir la majoria de la tecnologia que des de llavors ha estat aplicat en posteriors programes de satèl·lits dels Estats Units, del llançament de coets al seguiment de satèl·lits. Per exemple, va validar en vol que les cèl·lules fotovoltaiques podrien ser utilitzades durant diversos anys per alimentar transmissors de ràdio. Les cèl·lules solars dels Vanguard van operar durant set anys, mentre que les bateries convencionals qu es van utilitzar per alimentar un altre transmissor de bord, només va durar 20 dies.
Malgrat que les comunicacions alimentades pel sol de les Vanguard van quedar en silenci en el 1964, es continua servint a la comunitat científica. El seguiment òptic situat en terra de les Vanguards ara inerts segueixen proporcionant informació sobre els efectes del Sol, la Lluna i l'atmosfera en les òrbites dels satèl·lits.
La Vanguard I va celebrar el seu 50è aniversari a l'espai el 17 de març de 2008. En els anys que van seguir al seu llançament, el petit satèl·lit ha realitzat més de 196.990 revolucions de la terra i va viatjar 5,7 bilions de milles nàutiques, la distància des de la Terra fins a més enllà del planeta nan Plutó i la meitat de camí de tornada. Les estimacions originals declaraven que romandria en l'òrbita durant 2000 anys, però es va descobrir que la pressió de la radiació solar i la resistència atmosfèrica durant els alts nivells d'activitat solar produïen pertorbacions significatives en l'altura del perigeu del satèl·lit, el que va causar una disminució significativa de la seva vida útil a uns pocs 240 anys.
El Vanguard Satellite Launch Vehicle (el terme va ser inventat per als models d'operació SLV, en oposició a les versions del Test Vehicle TV) era un llançador molt més petit i més lleuger que el Jupiter-C (Redstone) que va posar en marxa els satèl·lits Explorer, o l'immens R-7 que els soviètics van utilitzar per posar en marxa els primers Sputniks. Von Braun ha declarat (en el març de 1958) que el Vanguard SLV era un dels més eficients en la història nord-americana, possiblement el més eficient.

## Història de llançament
Llançaments de prova del vehicle

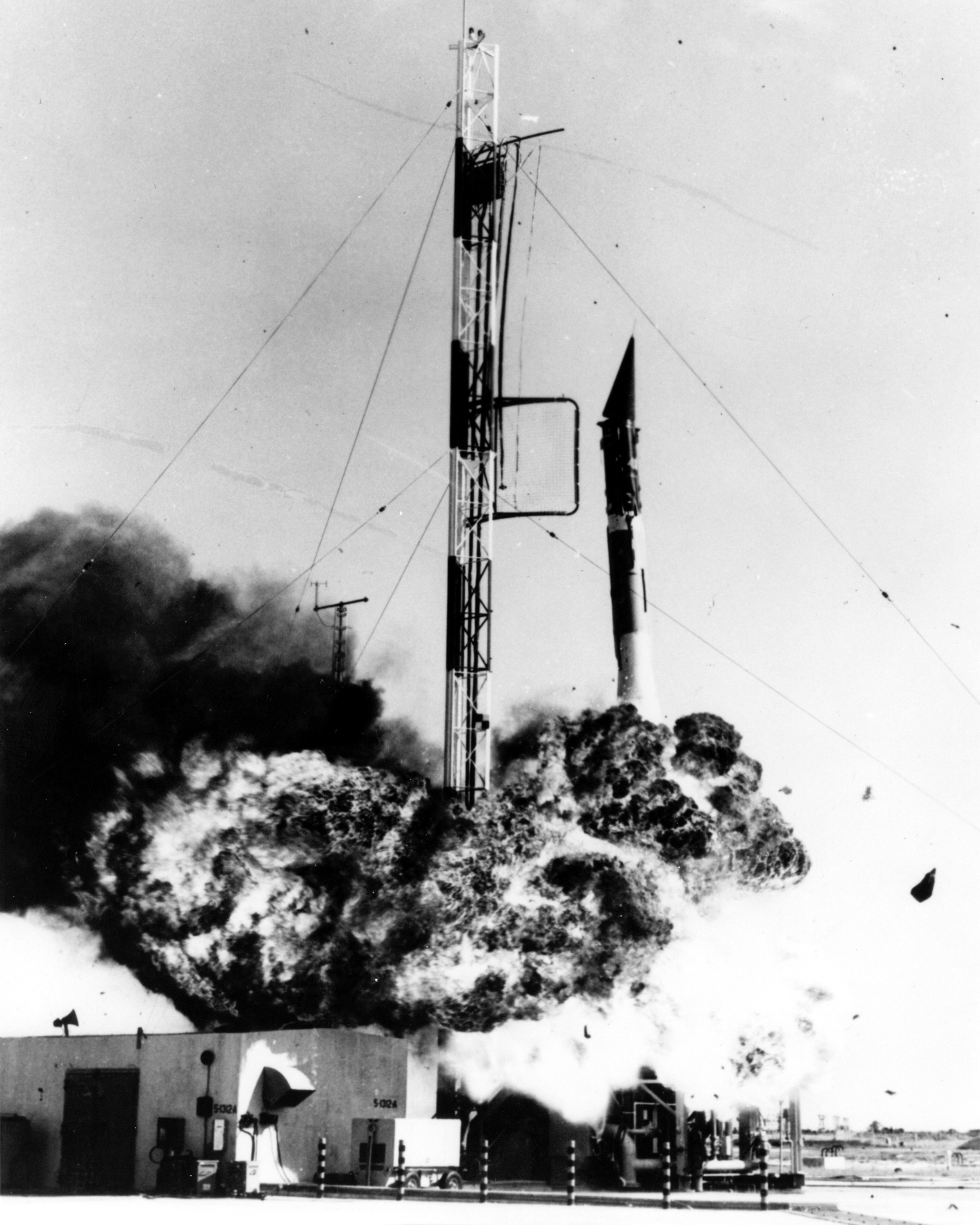
El coet Vanguard explota segons després del llançament de Cap Canaveral (6 de desembre de 1957).

El primer vol del Vanguard, va ser una prova suborbital amb èxit del vehicle d'un sol tram TV-0, va ser llançat el 8 de desembre de 1956. L'1 de maig de 1957, el vehicle de proves de dos trams TV-1, va ser llançat amb èxit. El Vanguard TV-2, una altra prova suborbital, va ser llançat el 23 d'octubre de 1957.
El coet Vanguard va llançar tres satèl·lits en onze intents de llançament:
1. Vanguard TV3 - 6 de desembre de 1957 - Va fallar en posar en òrbita un satèl·lit d'1,36 kg
2. Vanguard TV3 Backup - 5 de febrer de 1958 - Va fallar en posar en òrbita un satèl·lit d'1,36 kg
3. Vanguard 1 - 17 de març de 1958 - Va posar en òrbita un satèl·lit d'1,47 kg
4. Vanguard TV5 - 28 d'abril de 1958 - Va fallar en posar en òrbita un satèl·lit de 9,98 kg
5. Vanguard SLV 1 - 27 de maig de 1958 - Va fallar en posar en òrbita un satèl·lit de 9,98 kg
6. Vanguard SLV 2 - 26 de juny de 1958 - Va fallar en posar en òrbita un satèl·lit de 9,98 kg
7. Vanguard SLV 3 - 26 de setembre de 1958 - Va fallar en posar en òrbita un satèl·lit de 9,98 kg
8. Vanguard 2 - 17 de febrer de 1959 - Va posar en òrbita un satèl·lit de 10,8 kg
9. Vanguard SLV 5 - 13 d'abril de 1959 - Va fallar en posar en òrbita un satèl·lit de 10,3 kg
10. Vanguard SLV 6 - 22 de juny de 1959 - Va fallar en posar en òrbita un satèl·lit de 10,3 kg
11. Vanguard 3 - 18 de setembre de 1959 - Va posar en òrbita un satèl·lit de 22,7 kg